# 共和国勋章 (埃及)
共和国勋章是埃及共和国政府设立的勋章。

## 历史
1953年成立成立埃及共和国。该勋章由1953年第333号政府法令设立。之后经历了两次修改：1953年第528号法令和1972年第12号法令。

## 级别
勋章分为6个级别：大项链级为最高荣誉。
| 章略   | 章略   | 章略     | 章略     | 章略     | 章略     |
| ------ | ------ | -------- | -------- | -------- | -------- |
| 骑士级 | 军官级 | 指挥官级 | 大军官级 | 大十字级 | 大项链级 |

## 获授者
- 威爾斯親王查爾斯 (1981)
- 巴林国王哈迈德·本·伊萨·本·萨勒曼·阿勒哈利法（1973年1月24日）
- 周恩来（1963年12月）[1]
- 宋爱国（2019年5月20日）[2]